# Beihan
Beihan (arap. بيحان‎) ili Bayhān al-Qisāb je drevni grad u sredini Jemena, u unutrašnjosti muhafaze Šabve, bivši glavni grad Emirata Bejhan. Beihean je i upravno središte Vadi Bajhana sa 17.839 stanovnika.
Beihan njegovi stanovnici jednostavno zovu Souk (tržnica), a imenom Beihan zovu čitav kraj - usku plodnu kotlinu Vadi Bajhan u kojoj živi oko 100 000 ljudi u više gradova i sela.

## Zemljopis
Beihan leži na nadmorskoj visini od 1145 m. u sredini Vadi Bajhana, uske plodne kotline duge oko 60 km, usječene u visoke planine (1700–2200 m) položene u smjeru jugozapad (Al Baida) - sjeveroistok gdje se Vadi Bajhan gubi u pijesku pustinje Rub' al Khali. Na izlazu iz Vadi Bajhana kod mjesta Nuquba nalazi se magistralna asfaltirana cesta Ma'rib - Ataq.
Vadi Bajhan iako je samo povremeni vodotok, ipak ima vode, u brojnim bunarima i malim akomulacijama izgrađenima još za antike. Zbog toga je Vadi Bajhan bio ljudsko stanište još od paleolita, tu je bilo središte moćnog kraljevstva Kataban.
Beihan je udaljen oko 235 km od luke Aden.

## Povijest
Vadi Bajhan je bio mjesto povijesne bitke između antičkih kraljevstva Sabe i Himjar. Tu su se vodile i velike borbe između Turaka i Britanaca, a nakon toga i između rojalista i republikanaca za vrijeme borbi jemenskih gerilskih organizacija 1962. godine.
Beihan je bio sjedište Emirata Bejhan, od sredine 18. stoljeća. Emirat Bejhan bio je dio britanskog Protektorata Aden od kraja 19. stoljeća do 1967. Svu vlast u gradu imala je obitelj Hashimi.
U dolini Bajhan glavninu stanovništva tvore pripadnici plemena Masabin i Belharit, uz manji broj pripadnika plemena Sada i Ashraf. U novije vrijeme dobar raste postotak stanovnika koji ne pripadaju nikakvim plemenima.
Za grad i dolinu najvažniji su bili plemenski vođe iz plemena Masabin.
Britancima plemenska dinastija baš i nije bila po volji pa su forsirali svog favorita regenta Husaina, to je imalo loše posljedice pogotovo kod pripadnika klana Masabin. 
Kad je socijalistički režim Demokratske Narodne Republike Jemen preuzeo vlast u Jemenu 1967. većina bivših vlastodržaca i uglednika pobjegla je iz zemlje, uglavnom u Saudijsku Arabiju. Vratili su se tek nakon 1994. kod su jemenski socijalisti pobjeđeni u građanskom ratu. Grad Beihan ima jednog zastupnika u nacionalnoj skuštini.
U Beihanu je sve do 4. prosinca 1949. živjela i jedna mala židovska zajednica sastavljena od kovača i trgovaca, tada su uz pomoć Britanaca otselili za Izrael. Beihan je do tada imao sinagogu i židovsko groblje.

## Gospodarstvo
Osnova gospodarstva Beihana kao i cijelog Vadi Bajhana je poljoprivreda, uzgoj žitarica, citrusa, datula i stočarstvo. Beihan je glavno trgovište i upravno središte.
Pored grada nalazi se mala Zračna luka Beihan (OYBI).